# مريم (فلم)
مريم فيلم سوري من إنتاج المؤسسة العامة للسينما في سورية.
- مدة الفيلم: 110 دقائق
- سنة الإنتاج: عام 2012
- إخراج: باسل الخطيب
- السينما السورية

## بطولة وتمثيل
- أسعد فضة
- صباح جزائري
- سلاف فواخرجي
- ديما قندلفت
- عابد فهد
- ميسون أبو أسعد
- نادين خوري
- جهاد سعد
- ضحى الدبس
- ريم علي
- لمى الحكيم
- سناء سواح

## ملخص الفيلم
الفيلم يحكي قصة ثلاث نسوة يحملن الاسم نفسه «مريم» وعلى مر حقبات زمنية مختلفة ابتداء من عام 1918، مرورا بنكسة حزيران في القنيطرة عام 1967، وحتى 2012 وتم تصويره في مناطق عده من سوريا منها بانياس – مشتى الحلو – القنيطرة وغيرها

## نبذة عن الفيلم
يعد فيلم مريم التجربة الثانية للمخرج باسل الخطيب في إطار الفيلم السينمائي الروائي الطويل بعد فيلمه الأول الرسالة الأخيرة الذي أنتج منذ سنوات في القطاع الخاص.
يقارب الفيلم قضية الصراع العربي الصهيوني ذاتها من زاوية أخرى، فضلا عن قضايا حياتية تؤلف بينها حكاية حول الاعوام المئة الاخيرة من تاريخ سوريا، ضمن رؤية سينمائية تؤرخ لحياة ثلاث سيدات ينتمين لثلاثة اجيال زمنية مختلفة، تجمع بينهن الأرض السورية والتفاصيل اليومية لاهلها، والاسم مريم.
النساء الثلاث، اللواتي حملت كل منهن اسم مريم هن: مريم الأولى، التي تعيدنا إلى عام 1918 وهي فتاة جميلة، عذبة الصوت، يعجب بصوتها اقطاعي فيقربها منه لتغني له ولضيوفه، لكنها سرعان ما تتعرض لحادثة حريق مأساوي وتموت.
أما مريم الثانية فهي سيدة مسيحية، وأرملة شهيد، تفقد أمها خلال حرب حزيران، خلال قصف على الكنيسة التي تحتمي بها، بينما تصاب هي وابنتها زينة، فتغافل عيون جنود الاحتلال عن الابنة بأن تلفت انظارهم اليها فيأسرونها وتموت في الاسر. بينما تنجو الابنة زينة من الجنود لتكبر في كنف سيدة مسلمة تعيش في دمشق.
أما مريم الثالثة، فهي مغنية شابة، تعيش في وقتنا الحالي. وهي حفيدة الجدة حياة اخت مريم الأولى. مريم الثالثة ستجد نفسها وجهاً لوجه في مواجهة اهلها الذين يقررون وضع الجدة في دار للعجزة، وتحاول ان تمنعهم من ذلك، ولكن محاولاتها تبوء بالفشل.
حكايا النساء الثلاث لا تبدو معزولة عن محيطها الزماني والمكاني. وبالتالي يعدنا الفيلم بحكايات أخرى تنسج بينها الحكاية الكبرى.. حكاية وطن.
وانتقى عينات من أحداث وقعت أو يفترض أنها وقعت في هذه الأزمنة ثم حاول إعادة صياغتها بأن تروي من سياق مختلف لتاريخ المنطقة الاجتماعي والسياسي من خلال طرح اسئلة اشكالية كبرى.

## ترشيحات وجوائز

### مهرجان مسقطالسينمائي - الدورة الثامنة
- جائزة الخنجر البرونزي في المسابقة الرسمية
- جائزة أفضل ممثلة - الممثلة صباح جزائري
- جائزة أحسن تصوير - مدير التصوير فرهاد محمودي من إيران

### مهرجان الداخلة السينمائي - الدورة الرابعة
- الجائزة الكبرى

### مهرجان وهران للفيلم العربي- الدورة السابعة
- الجائزة الأولى

إضافة إلى عرض تكريمي في مهرجان موسكو السينمائي الدولي - سنة 2014

## روابط خارجية
- مقالات تستعمل روابط فنية بلا صلة مع ويكي بيانات